# Butlers (Band)
Butlers (ab 1992 The Butlers) war eine deutsche Beatband. 1958 hatte Klaus Renft in Leipzig die Klaus Renft Combo gegründet, aus der 1962 die Band Butlers entstand. Sie zählt zu den Wegbereitern der Beatbewegung in der DDR. Die Band erhielt 1965 ein Auftrittsverbot, das als ein Auslöser der „Leipziger Beatdemo“ gilt. 1992 wurde sie neu gegründet.
Die Band ist nicht zu verwechseln mit der 1987 gegründeten Berliner Ska-Band The Butlers.

## Bandgeschichte
Klaus Renft, eigentlich Klaus Jentzsch, gründete als 16-Jähriger Anfang 1958 die Schülerband Klaus Renft Combo. Als diese 1962 ein Auftrittsverbot erhielt, formierte er aus dieser Band die Butlers, die sich anfangs The Finders und dann The Shadders nannte. Zur Gründungsbesetzung der Butlers gehörten: Hans-Dieter Schmidt (Schlagzeug), Joachim Richter (Gitarre, Gesang), Bernd Schlund (Gitarre, Gesang), Bernd Reiher (Gitarre) und Klaus Renft (Bassgitarre). Die Band gewann schnell an Popularität und zählte neben den Sputniks zu den bekanntesten Bands der sich auch in der DDR rasant ausbreitenden Beatbewegung.
Die Butlers durfte sich offiziell nicht The Butlers nennen, da der Zusatz The den Behörden zu amerikanisch klang; alle öffentlichen Auftritte absolvierte die Band als Butlers.
Anfangs stand die DDR-Führung den jungen Bands noch aufgeschlossen gegenüber, sah man doch eine Möglichkeit, über die Beatbewegung Einfluss auf die Jugend zu erhalten. Insbesondere örtliche FDJ- und Kulturfunktionäre kümmerten sich um die Bands und unterstützten sie sogar. So wurden die Butlers im Mai 1964 mit einer „Urkunde für hervorragende Leistungen bei der Vorbereitung und Durchführung des Deutschlandtreffens der Jugend in der Hauptstadt der DDR, Berlin“ ausgezeichnet und noch Anfang 1965 erhielten sie von der FDJ-Kreisleitung Leipzig bei einem Bestenausscheid das Prädikat „sehr gut“ verliehen. Die Band hatte sich inzwischen musikalisch weiterentwickelt und man begann zu experimentieren. Mit Constantin Papamouscho (Saxophon) und Hans-Dieter Schütz (Saxophon) holte man sich zwei Bläser und mit Christiane Ufholz eine Sängerin in die Band. Erste eigene Titel entstanden und wurden beim DDR-Label Amiga veröffentlicht. Die Kompositionen stammten von Joachim Richter.
Nach den Ausschreitungen bei einem Konzert der Rolling Stones am 15. September 1965 in der Westberliner Waldbühne änderte die DDR-Führung ihre Haltung zur Beatbewegung grundlegend. Die Leipziger Kulturfunktionäre reagierten mit einem Verbot aller Leipziger Beatbands und sagten alle geplanten Konzerte ab. Am 21. Oktober 1965 wurden die Butlers mit den Worten: „… das Auftreten ihrer Kapelle steht im Widerspruch zu unseren moralischen und ethischen Prinzipien“ verboten. Das bedeutete das vorläufige Ende der Butlers.
1992 wurde die Band von Hans-Dieter Schmidt als The Butlers neu gegründet, allerdings ohne Renft, der nach seiner Rückkehr in den Osten seine Klaus Renft Combo neu belebt hatte. Zur Besetzung der Butlers gehörten damals Hans-Dieter Schmidt, Frank Greif, Robert Mau, Michael Kirchhof und Falk Johne. Die Band gab zahlreiche Konzerte und stand gemeinsam mit Mungo Jerry, Tony Sheridan, Dave Dee und als Vorgruppe von Middle of the Road, The Mamas and the Papas und The Spencer Davis Group auf der Bühne. Ihr Repertoire umfasste die Hits der 1960er Jahre in den Originalarrangements und mit authentischem Sound. Anlässlich des 40. Jahrestages der Leipziger Ereignisse standen Renft und die Butlers wieder gemeinsam auf der Bühne. 2015 gab die Band ihr letztes Konzert.

## Diskografie

### LP
- 1965: Quartermasters Stores, Troika, Herbstlaub und Butlers Boogie auf Big Beat II (Amiga)

### CD
- 1996: Quartermasters Stores, Troika, Herbstlaub und Butlers Boogie auf Big Beat (Amiga)